# Hangzhou Telecom Mansion
Le Hangzhou Telecom Mansion est un gratte-ciel de 248 mètres construit en 2003 à Hangzhou en Chine.